# Wincenty Kaczyński

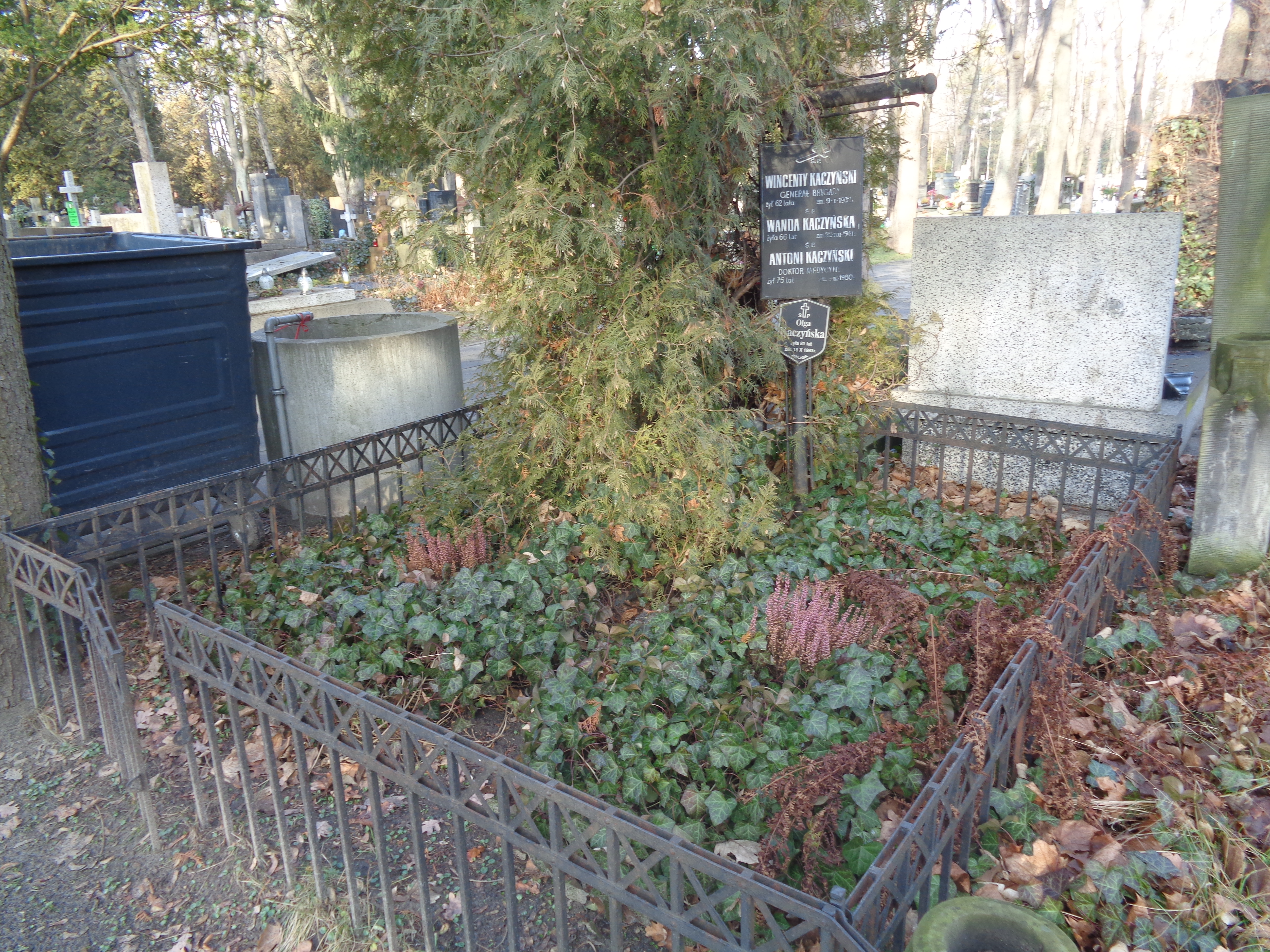
Grób Wincentego Kaczyńskiego na cmentarzu wojskowym na Powązkach

Wincenty Kaczyński (ur. 18 stycznia?/30 stycznia 1870 w Cudnowie, zm. 9 stycznia 1932 w Warszawie) – generał brygady Wojska Polskiego.

## Życiorys
Urodził się w rodzinie Wiktora Edwarda Kaczyńskiego, generała armii rosyjskiej, i Kamili z Budzyńskich. Był starszym bratem generała dywizji Antoniego Kaczyńskiego (1874–1925). W 1887 ukończył kijowski korpus kadetów, a bezpośrednio po ukończeniu w 1889 Pawłowskiej Szkoły Wojskowej w Petersburgu został zawodowym oficerem armii rosyjskiej. Uzyskawszy kwalifikacje oficera artylerii, służył w 32. i w 5. Brygadzie Artylerii. Od początku I wojny światowej dowodził dywizjonem, a potem pułkiem artylerii. Ciężko ranny w maju 1915 podczas odwrotu wojsk rosyjskich spod Krosna. W lipcu 1915, po wyzdrowieniu, wraz z całą dywizją skierowany do obrony Twierdzy Modlin. Po jej kapitulacji 19 sierpnia trafił do niewoli niemieckiej.
13 grudnia 1918, po zwolnieniu z obozu jenieckiego, został przyjęty do Wojska Polskiego w stopniu pułkownika i przydzielony do Ministerstwa Spraw Wojskowych. 1 lutego 1919 został oficerem sztabowym do zleceń szefa Departamentu VI Artylerii MSWojsk., czyli swojego brata, Antoniego. 14 maja 1919 został wyznaczony na stanowisko dowódcy V Brygady Artylerii. Jednocześnie pełnił obowiązki na stanowisku: inspektora artylerii we Lwowie (od 28 czerwca 1919), inspektora artylerii Frontu Galicyjskiego (od 8 września 1919), dowódcy artylerii Grupy gen. Jędrzejewskiego (od 8 czerwca 1920), dowódcy artylerii Grupy gen. Żeligowskiego, inspektora artylerii 1 Armii i wreszcie inspektora artylerii Frontu Północnego. 1 maja 1920 zatwierdzony został w stopniu generała podporucznika z dniem 1 kwietnia 1920.
1 marca 1921 został zwolniony ze stanowiska dowódcy V Brygady Artylerii i mianowany dowódcą XX Brygady Artylerii. 3 czerwca 1921 objął dowództwo artylerii 29 Dywizji Piechoty. Później został zastępcą dowódcy Okręgu Generalnego „Poznań”, a we wrześniu 1921 szefem artylerii i uzbrojenia w Dowództwie Okręgu Korpusu Nr III w Grodnie. 3 maja 1922 roku został zweryfikowany w stopniu generała brygady ze starszeństwem z dniem 1 czerwca 1919 roku i 39. lokatą w korpusie generałów, a jego oddziałem macierzystym był wówczas Oddział V Sztabu Generalnego. 1 marca 1923 został komendantem Obozu Szkolnego Artylerii w Toruniu. Z dniem 1 listopada 1924 mianowany szefem artylerii i uzbrojenia w Dowództwie Okręgu Korpusu Nr I w Warszawie. 21 maja 1925 powierzono mu pełnienie obowiązków zastępcy dowódcy okręgu. 30 września 1927 został przeniesiony w stan spoczynku, pełnił jednak jeszcze obowiązki służbowe do końca stycznia 1928. Zmarł 9 stycznia 1932 w Warszawie. Pochowany na Cmentarzu Wojskowym na Powązkach w Warszawie (kwatera B17-8-1/2).
Wincenty Kaczyński był żonaty z Wandą Marią z Kuncewiczów, z którą miał dwoje dzieci: Kazimierę (ur. 1895) i Antoniego (ur. 1905).

## Ordery i odznaczenia
- Krzyż Komandorski Orderu Odrodzenia Polski (10 listopada 1927)[6][7]
- Krzyż Walecznych (dwukrotnie: po raz pierwszy w 1921[8])
- Krzyż Zasługi Wojsk Litwy Środkowej (3 marca 1926)[9]